# Peter Bardens
Pour les articles homonymes, voir Bardens.
Peter Bardens, né le 19 juin 1945  et mort le  22 janvier 2002, est un claviériste britannique, membre fondateur du groupe rock progressif Camel. En plus de jouer des claviers, il est chanteur et auteur-compositeur avec le guitariste du groupe, Andrew Latimer. Au cours de sa carrière, Bardens travaille aux côtés de Rod Stewart, Mick Fleetwood et Van Morrison et son ancien groupe Them. Il a également entrepris une carrière solo.

## Carrière
Bardens nait à Westminster, Londres, et grandit à Notting Hill. Son père, Dennis Bardens, était un romancier et biographe. Bardens étudie les beaux-arts à la Byam Shaw School of Art et apprend le piano, avant de passer à l'orgue Hammond après avoir écouté Jimmy Smith. En 1965, il fonde le groupe The Cheynes avec Mick Fleetwood à la batterie. Puis, Bardens passe un bref séjour comme pianiste et organiste du groupe Them avec lesquels il enregistre le premier album du groupe The Angry Young Themen 1965. Il forme ensuite Peter L's Looners, qui se transforme en Peter B's, puis en Shotgun Express, un groupe de soul et qui met en vedette Rod Stewart, Peter Green et Mick Fleetwood. Ce dernier a déclaré plus tard que le recrutement de Bardens dans le groupe avait lancé sa propre carrière musicale.
D'août 1968 à février 1970, il a formé The Village avec les futurs musiciens de Elvis Costello and The Attractions, le bassiste Bruce Thomas et le batteur Bill Porter. Ils ont sorti un single Man In The Moon/Long Time Coming.
En 1970, Bardens enregistre The Answer, un album mettant en vedette Peter Green et Andy Gee. Bardens enregistre un album éponyme en 1971, qui est publié aux États-Unis sous le nom de Write My Name in the Dust, avant de former Camel, en 1972. Il quitte Camel en 1978 pour rejoindre le groupe de l'ancien membre de Them, Van Morrison. Avec ce dernier, il enregistre Wavelength et participe à la tournée de promotion de l'album. À la fin des années 1970, Bardens commence à explorer la musique électronique et publie l'album Heart to Heart, en 1979.
Bardens coécrit Looking for a Good Time, présenté comme la face B du single Chain Gang en 1982, enregistré avec Bobby Tench en hommage à Sam Cooke. Pendant cette période, Bardens a également joué avec Alan Parsons Project. La même année, Peter joue à titre de musicien invité sur une chanson du neuvième album studio de Camel, The Single Factor, sur lequel on retrouve aussi l'ancien guitariste de Genesis, Anthony Phillips. En 1984, il devient membre de Keats, un rejeton du projet d'Alan Parsons, et sort un album avec ce groupe. Puis Peter continue de publier plusieurs albums électroniques en solo, notamment Seen One Earth (1987), qui connaît un succès remarquable aux États-Unis. Le premier single de l'album, In Dreams, connaît également un succès commercial. La chanson fait l’objet d’une diffusion importante sur les stations rock américaines et australiennes, où la station rock de Brisbane, 4MMM, la station de radio la plus populaire du pays à l’époque, l’a ajoutée à leur liste de diffusion. En 1988, il suit avec Speed of Light (1988) avec Mick Fleetwood. La chanson Gold issue de cet album est publiée aux États-Unis en tant que single et connait un certain succès sur MTV.
En 1991, Bardens sort Water Colours, un album mettant en vedette son ancien membre du groupe Camel, Andrew Ward, et David Sinclair de Caravan. Il forme le groupe Mirage et sort un nouvel album, Big Sky, en 1994. Il donne son dernier concert à Los Angeles à l'été 2001, après avoir été diagnostiqué d'une tumeur au cerveau. Parmi les artistes qui le rejoignent pour l'occasion: Mick Fleetwood, John Mayall, John McVie, Sheila E. et Ben Harper. 
Peter Bardens meurt d'un cancer du poumon à Malibu le 22 janvier 2002, à l'âge de 57 ans, et est enterré dans le cimetière Hollywood Forever à Los Angeles. Un double CD, Write My Name in the Dust: The Anthology 1963-2002, publié après son décès, comprend des chansons enregistrées tout au long de sa carrière.

## Discographie

### Them
- 1965 : The Angry Young Them - Avec Jimmy Page à la guitare sur 2 chansons.

### Camel

#### Albums studio
- Camel (1973)
- Mirage (1974)
- The Snow Goose (1975)
- Moonmadness (1976)
- Rain Dances (1977)
- Breathless (1978)
- The Single Factor (1982) - Peter joue à titre de musicien invité sur une chanson seulement.

#### Albums live
- Greasy Truckers Live at Dingwalls Dance Hall (1974) - Avec Camel, Henry Cow, Global Village Trucking Company et Gong.
- A Live Record (1978)
- Pressure Points: Live in Concert (1984)
- On the Road 1972 (1992)
- Gods of Light '73-'75 (2000)

#### Compilations
- 1981 : Chameleon – The Best Of Camel - Peter joue sur 6 pièces
- 1985 : The Collection
- 1986 : A Compact Compilation
- 1993 : Echoes: The Retrospective
- 1997 : Camel – Master Series (25th Anniversary Compilation)
- 2001 : Lunar Sea
- 2010 : Rainbow's End: An Anthology 1973–1985

### Van Morrison
- 1978 : Wavelength

### Solo

#### Albums studio
- 1970 - The Answer - Avec Peter Green non crédité, Reg Isadore, Linda Lewis, etc.
- 1971 - Peter Bardens ('Write My Name in the Dust' aux États-Unis) - Avec Linda Lewis, Liza Strike, etc.
- 1976 - Vintage 69 - Avec Linda Lewis, Reg Isidore, etc.
- 1979 - Heart to Heart - Avec Mel Collins entre autres.
- 1987 - Seen One Earth - Avec Neil Lockwood et Peter Van Hooke,
- 1988 - Speed of Light - Avec Neil Lockwood.
- 1991 - Water Colors - Avec Neale Heywood.
- 1993 - White Magic - Bande Sonore de Film Avec The Speed Of Light Band.
- 1993 - Further Than You Know - Avec Neale Heywood.
- 1994 - Big Sky - Avec Mick Fleetwood, Andrew Latimer, Steve Adams.
- 2002 - The Art of Levitation - Avec Mick Fleetwood.

#### Compilation
- 2005 : Write My Name In The Dust: The Anthology 1963-2002

#### Singles
- 1971 - Homage to the God of Light
- 1987 - In Dreams
- 1988 - Gold
- 1988 - Whisper in the Wind
- 1991 - A Higher Ground